# Anomalía de neutrinos superlumínicos

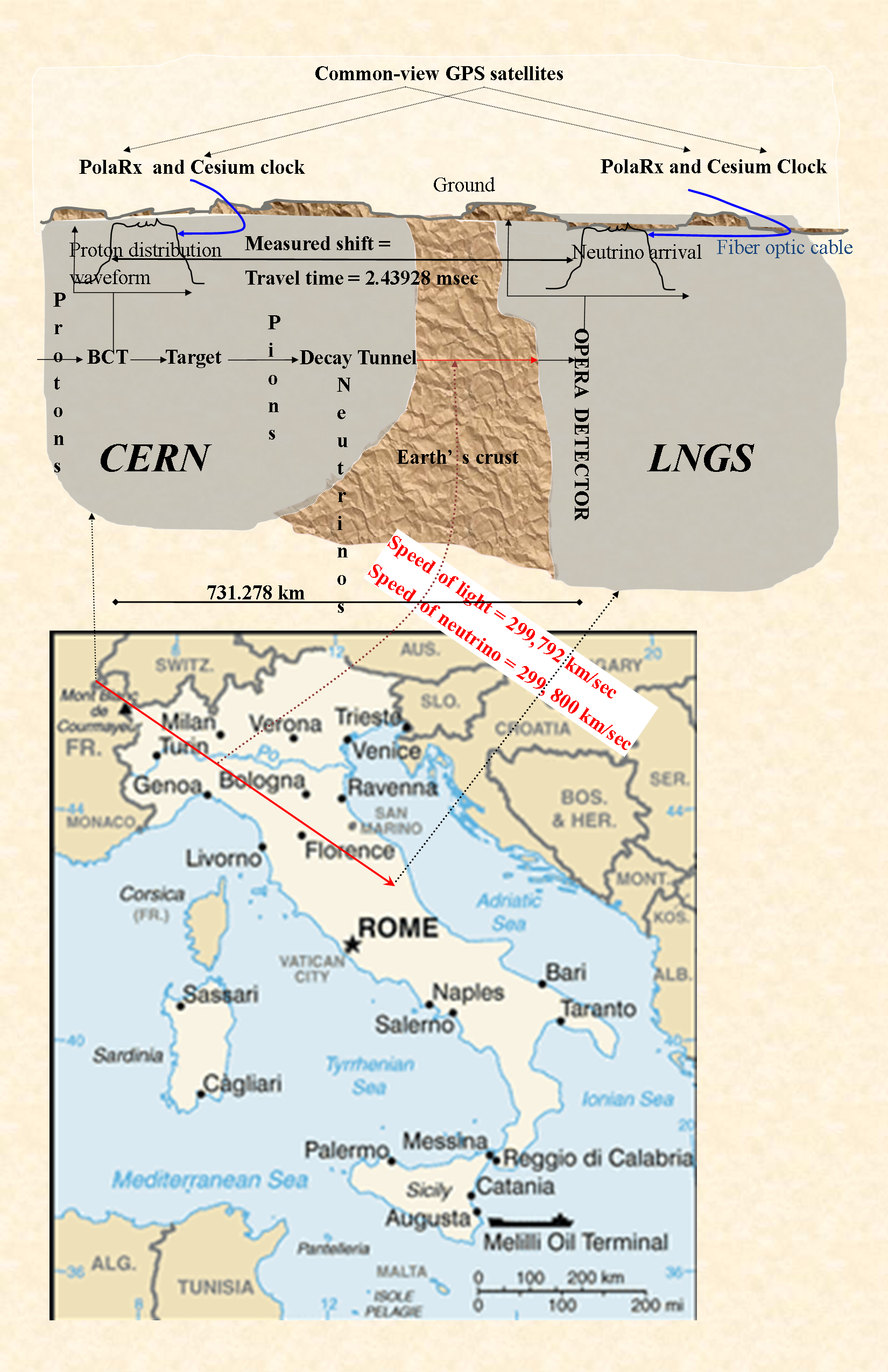
Fig. 1 Lo que OPERA vio. A la izquierda se encuentra el haz de protones del acelerador del CERN SPS. Atraviesa el transformador de intensidad de haz (BCT) y alcanza el objetivo, creando primero piones y luego, en algún punto del túnel de descomposición, neutrinos. Las líneas rojas son el CERN Neutrinos a Gran Sasso (CNGS) y el haz de luz al laboratorio de LNGS donde se encuentra el detector OPERA. El rayo de protones está sincronizado en el BCT. La forma de onda izquierda es la distribución medida de protones, y la derecha la de los neutrinos OPERA detectados. El turno es el tiempo de viaje del neutrino. La distancia recorrida es de aproximadamente 731 km. En la parte superior se encuentran los satélites GPS que proporcionan un reloj común a ambos sitios, haciendo posible la comparación de tiempos. Sólo el receptor GPS PolaRx está en la superficie, y los cables de fibra llevan el tiempo bajo tierra.

En 2011, el experimento OPERA observó por error que los neutrinos parecían viajar más rápido que la luz. Incluso antes de que se descubriera el error, el resultado fue considerado anómalo porque se cree que velocidades superiores a la de la luz en el vacío violan la relatividad especial, piedra angular de la comprensión moderna de la física durante más de un siglo.
Los científicos de OPERA anunciaron los resultados del experimento en septiembre de 2011 con la intención de promover más investigación y debate. Más tarde, el equipo informó de dos errores en la configuración de sus equipos que habían causado errores muy por fuera de su intervalo de confianza original: un cable de fibra óptica conectado incorrectamente, lo que provocó que las mediciones fueran aparentemente más rápidas que la luz, y un oscilador de reloj demasiado rápido. Los errores fueron confirmados primero por OPERA después de un informe de ScienceInsider; la explicación de estas dos fuentes de error eliminó los resultados más rápidos que la luz.
En marzo de 2012, el experimento ICARUS coubicado informó de velocidades de neutrinos compatibles con la velocidad de la luz en el mismo haz de impulsos cortos que OPERA había medido en noviembre de 2011. ICARUS utilizó un sistema de cronometraje diferente de OPERA y midió siete neutrinos distintos. Además, los experimentos Gran Sasso con BOREXINO, ICARUS, LVD y OPERA midieron en mayo la velocidad de los neutrinos con un haz de impulsos cortos, y obtuvieron concordancia con la velocidad de la luz.
El 8 de junio de 2012, el director de investigación del CERN, Sergio Bertolucci, declaró en nombre de los cuatro equipos del Gran Sasso, entre ellos OPERA, que la velocidad de los neutrinos es consistente con la de la luz. El comunicado de prensa, elaborado a partir de la 25ª Conferencia Internacional de Física de Neutrinos y Astrofísica en Kioto, afirma que los resultados originales de la OPERA fueron incorrectos, debido a fallos en la instrumentación.
El 12 de julio de 2012 OPERA actualizó su artículo incluyendo las nuevas fuentes de errores en sus cálculos. Encontraron que la velocidad de los neutrinos coincidía con la de la luz.
Se espera que las velocidades de los neutrinos sean compatibles con la de la luz, dada la precisión limitada de los experimentos hasta la fecha. Los neutrinos tienen una masa pequeña pero no nula, y por lo tanto la relatividad especial predice que deben propagarse a velocidades inferiores a la de la luz. No obstante, los procesos conocidos de producción de neutrinos imparten energías muy superiores a la escala de masa de neutrinos, por lo que casi todos los neutrinos son ultrarrelativistas, propagándose a velocidades muy próximas a la de la luz.

## Detección
El experimento produjo neutrinos muónicos en el antiguo acelerador SPS del CERN, en la frontera franco-suiza, y los detectó en el laboratorio LNGS de Gran Sasso, Italia. Los investigadores de OPERA utilizaron el GPS de visión directa común, derivado del GPS estándar, para medir los tiempos y las coordenadas del lugar en el que se produjeron y detectaron los neutrinos. Según lo calculado, el tiempo promedio de vuelo de los neutrinos resultó ser inferior a lo que la luz necesitaría para recorrer la misma distancia en el vacío. En un lapso de dos semanas hasta el 6 de noviembre, el equipo de OPERA repitió la medida produciendo los neutrinos de una forma distinta, lo que ayudó a medir el tiempo de vuelo de cada neutrino por separado. Esto eliminó algunos posibles errores relacionados con la coincidencia de los neutrinos detectados con su tiempo de producción. La colaboración OPERA declaró en un comunicado de prensa inicial que era necesario realizar un seguimiento más exhaustivo y pruebas independientes para confirmar o descartar definitivamente los resultados.[7]

### Primeros resultados
En un análisis de sus datos en marzo de 2011, los científicos de la colaboración OPERA presentaron pruebas de que los neutrinos que produjeron en el CERN de Ginebra y que se registraron en el detector OPERA de Gran Sasso (Italia) habían viajado más rápido que la luz. Se calculó que los neutrinos llegaron aproximadamente 60,7 nanosegundos (60,7 mil millonésimas de segundo) antes de lo que habría tardado la luz si hubieran recorrido la misma distancia en el vacío. Después de seis meses de comprobaciones cruzadas, el 23 de septiembre de 2011 anunciaron que se habían observado neutrinos viajando a una velocidad superior a la de la luz. Se obtuvieron resultados similares utilizando neutrinos de mayor energía (28 GeV), producidos para comprobar si la velocidad de los neutrinos dependía de su energía. Las partículas se midieron llegando al detector más rápido que la luz en aproximadamente una parte por cada 40.000, con una probabilidad de 0,2 por millón de que el resultado fuera un falso positivo, asumiendo que el error se debió enteramente a efectos aleatorios (significancia de seis sigma). Esta medida incluía estimaciones tanto de los errores en la medición como de los errores del tratamiento estadístico utilizado. Sin embargo, se trataba de un test de precisión, no de exactitud, que podía verse influenciado por elementos tales como cálculos incorrectos o lecturas erróneas de los instrumentos. En los experimentos de física de partículas que involucran datos de colisión, el estándar para un anuncio de descubrimiento es un límite de error de cinco sigma, inferior al límite de seis sigma observado.
El artículo preimpreso de la investigación afirmaba que "la desviación[observada] de la velocidad del neutrino de c[velocidad de la luz en el vacío] sería un resultado sorprendente que apuntaría a una nueva física en el área de los neutrinos" y se refirió a la "llegada prematura de los neutrinos muónicos CNGS" como una "anomalía". El portavoz de OPERA Antonio Ereditato explicó que el equipo de OPERA "no ha encontrado ningún efecto instrumental que pueda explicar el resultado de la medición". James Gillies, portavoz del CERN, dijo el 22 de septiembre que los científicos estaban "invitando a la comunidad mundial de física a analizar lo que[habían] hecho y escudriñarlo con gran detalle, e idealmente a que investigadores de otras partes del mundo repitiesen las medidas".

### Repetición interna
En noviembre, OPERA publicó resultados refinados en los que observaron que sus posibilidades de fallo eran aún menores, lo que les permitió acotar más sus límites de error. Los neutrinos llegaron aproximadamente 57,8 ns antes que si hubieran viajado a la velocidad de la luz, dando una diferencia de velocidad relativa de aproximadamente una parte por 42,000 frente a la de la luz. El nuevo nivel de significancia estadística aumentó hasta 6,2 sigma. La colaboración presentó sus resultados para su publicación revisada por pares a la revista Journal of High Energy Physics.
En el mismo artículo, la colaboración de OPERA también publicó los resultados de un experimento repetido que se llevó a cabo del 21 de octubre de 2011 al 7 de noviembre de 2011. Detectaron veinte neutrinos, lo que indica una diferencia 62,1 ns a favor de los neutrinos, de acuerdo con el resultado del análisis principal.

### Errores de medida
En febrero de 2012, la colaboración OPERA anunció dos posibles fuentes de error que podrían haber influido significativamente en los resultados.
Un enlace desde un receptor GPS al reloj principal de OPERA estaba desconectado, lo que aumentaba el retraso a través de la fibra. El efecto del fallo fue disminuir el tiempo de vuelo reportado de los neutrinos en 73 ns, haciéndolos parecer más rápidos que la luz.
Un generador de reloj en una tarjeta electrónica funcionaba 10 MHz más rápido que su frecuencia prevista, lo que alargaba el tiempo de vuelo reportado de los neutrinos, reduciendo algo el aparente efecto superlumínico. OPERA declaró que el componente había estado funcionando al margen de sus especificaciones.
En marzo de 2012 se celebró un seminario LNGS, confirmando que el cable de fibra estaba parcialmente desconectado durante la toma de datos. Los investigadores de LVD compararon los datos de tiempo para muones cósmicos de alta energía que alcanzaron tanto OPERA como el cercano detector LVD entre 2007-2008,2008-2011 y 2011-2012. La diferencia de tiempos obtenidos durante período 2008-2011 coincidió con los OPERA. Los investigadores también encontraron fotografías que demuestran que el cable estuvo mal conectado el 13 de octubre de 2011.
Al corregir esas dos nuevas fuentes de error, los resultados para la velocidad de los neutrinos parecen ser consistentes con la velocidad de la luz.

### Resultados finales
El 12 de julio de 2012 la colaboración OPERA publicó los resultados finales de sus mediciones entre 2009-2011. La diferencia entre el tiempo de llegada medido y previsto de los neutrinos (en comparación con la velocidad de la luz) fue de aproximadamente 6,5 ± 15 ns. Esto es consistente con la ausencia de diferencias estadísticamente significativas, por lo que la velocidad de los neutrinos está de acuerdo con la velocidad de la luz dentro del margen de error. Además, el reanálisis de la repetición del haz agrupado de 2011 arrojó resultados similares.

## Reproducciones independientes
En marzo de 2012, el experimento ICARUS, situado en la misma sede, refutó los resultados de OPERA midiendo la velocidad de los neutrinos para que fuese la de la luz. ICARUS midió la velocidad de siete neutrinos en el mismo haz de impulsos cortos que OPERA había verificado en noviembre de 2011, y los encontró, en promedio, viajando a la velocidad de la luz. Los resultados se obtuvieron a partir de un ensayo de mediciones de velocidad de neutrinos en mayo.
En mayo de 2012, el CERN inició una nueva repetición de haz agrupado. Posteriormente, en junio de 2012, el CERN anunció que los cuatro experimentos Gran Sasso OPERA, ICARUS, LVD y BOREXINO midieron velocidades de neutrino consistentes con la velocidad de la luz, indicando que el resultado inicial de la OPERA se debió a errores en la instrumentación.
Asimismo, Fermilab declaró que los detectores para el proyecto MINOS se estaban actualizando. Los científicos del Fermilab analizaron minuciosamente y acotaron los errores en su sistema de cronometraje. El 8 de junio de 2012 MINOS anunció que de acuerdo a los resultados preliminares, la velocidad de los neutrinos es consistente con la velocidad de la luz.

## La medida
El experimento OPERA fue diseñado para detectar la oscilación neutrínica, pero Autiero se dio cuenta de que el equipo también se podía usar para medir su velocidad con precisión. Un resultado anterior del experimento MINOS en Fermilab demostró que dicha medida era viable técnicamente. El objetivo del experimento de velocidad de neutrinos OPERA fue comparar el tiempo de viaje de los neutrinos con el de la luz. Dichos neutrinos fueron producidos en el CERN y volaron hasta el detector OPERA. Los investigadores dividieron esta distancia por la velocidad de la luz en el vacío para predecir cuál debería ser su tiempo de vuelo. Compararon este valor esperado con el tiempo medido.

### Visión general
El equipo de OPERA utilizó un rayo de neutrinos preexistente que viajaba de forma continua del CERN al LNGS, del Neutrinos CERN al Gran Sasso, para la medida. Medir la velocidad significaba medir la distancia recorrida por los neutrinos desde su fuente hasta el lugar donde fueron detectados, y el tiempo que tardaron en recorrer esa distancia. La fuente en el CERN estaba a más de 730 kilómetros (450 millas) del detector en el LNGS (Gran Sasso). El experimento fue difícil porque no había forma de medir el tiempo de un neutrino individual, necesitando pasos más complejos. Como se muestra en la Fig. 1, el CERN genera neutrinos por medio de protones, en pulsos de 10.5 microsegundos (10.5 millonésimas de segundo), en un blanco de grafito para producir partículas intermedias que se descomponen en neutrinos. Los investigadores de OPERA midieron los protones cuando pasaron por una sección llamada transductor de corriente de haz (BCT) y tomaron la posición del transductor como punto de partida de los neutrinos. Los protones no crearon neutrinos durante otro kilómetro, pero debido a que tanto los protones como las partículas intermedias se movían casi a la velocidad de la luz, el error de la hipótesis fue aceptablemente bajo.
Los relojes del CERN y el LNGS tenían que estar sincronizados, y para ello los investigadores utilizaron receptores GPS de alta calidad, respaldados por relojes atómicos, en ambos emplazamientos. Este sistema registró el pulso de protones y los neutrinos detectados con una precisión de 2,3 nanosegundos. Pero la lectura de la marca de tiempo no podía leerse como un reloj. En el CERN, la señal GPS sólo llegaba a un receptor en una sala de control central, y tenía que ser direccionada con cables y electrónica al ordenador de la sala de control del haz neutrino que registraba la medición del pulso de protones (Fig. 1.3). El tiempo de retraso de este instrumento fue de 10085 nanosegundos y hubo que añadir este valor a la marca de tiempo. Los datos del transductor llegaron a la computadora con un retardo de 580 nanosegundos, y este valor tuvo que ser restado del sello de tiempo. Para hacer bien todas las correcciones, los físicos tenían que medir las longitudes exactas de los cables y las latencias de los dispositivos electrónicos. En el lado del detector, los neutrinos fueron detectados por la carga que indujeron, no por la luz que generaron, y esto involucró cables y electrónica como parte de la cadena de distribución. La figura 4 muestra las correcciones aplicadas en la parte del detector OPERA.
Debido a que los neutrinos no podían ser rastreados con precisión hasta los protones específicos que los producían, hubo que usar un método de promediado. Los investigadores sumaron los pulsos de protones medidos para obtener una distribución promedio en el tiempo de los protones individuales en un pulso. El momento en que se detectaron los neutrinos en Gran Sasso se graficó para producir otra distribución. Se esperaba que las dos distribuciones tuvieran formas similares, pero separadas por 2.4 milisegundos, el tiempo que se tarda en recorrer esa distancia a la velocidad de la luz. Los experimentadores utilizaron un algoritmo, la máxima verosimilitud, para buscar el desplazamiento temporal que mejor hacía coincidir las dos distribuciones. Con el desplazamiento así calculado, el tiempo medido estadísticamente de llegada de neutrinos, fue aproximadamente 60 nanosegundos inferior al de los 2,4 milisegundos que los neutrinos hubieran tardado si hubiesen viajado a la velocidad de la luz. En un experimento posterior, la anchura del pulso de protones se redujo a 3 nanosegundos, lo que ayudó a los científicos a reducir el tiempo de generación de cada neutrino detectado a ese rango.

### Midiendo la distancia
La distancia se midió estableciendo con precisión los puntos fuente y de detección en un sistema de coordenadas global (ETRF2000). Los topógrafos del CERN usaron el GPS para medir la localización de la fuente. En el lado del detector, el equipo de OPERA trabajó con un grupo de geodesia de la Universidad Sapienza de Roma para localizar el centro del detector con GPS y técnicas de cartografía estándar. Para conectar la ubicación GPS de la superficie con las coordenadas del detector subterráneo, el tráfico tuvo que ser parcialmente detenido en la carretera de acceso al laboratorio. Combinando las dos mediciones de ubicación, los investigadores calcularon la distancia, con una precisión de 20 cm dentro del recorrido de 730 km.

### Midiendo el tiempo de vuelo
El tiempo de vuelo de los neutrinos debía medirse mediante el rastreo del tiempo en que fueron creados, y el tiempo en que fueron detectados utilizando un reloj común para asegurar que los tiempos estuvieran sincronizados. Tal y como muestra la figura 1, el sistema de medición temporal incluía la fuente de neutrinos del CERN, el detector del LNGS (Gran Sasso) y un elemento satelital común. El reloj común era la señal horaria de múltiples satélites GPS visibles tanto desde el CERN como desde el LNGS. Los ingenieros encargados de producir el haz del CERN trabajaron con el equipo de OPERA para proporcionar una medición del tiempo de viaje entre la fuente en el CERN y un punto justo antes de la electrónica del detector OPERA, utilizando receptores GPS precisos. Esto incluyó el cronometraje de las interacciones de los haces de protones en el CERN, y el cronometraje de la creación de partículas intermedias que finalmente se descomponen en neutrinos (ver Fig. 3).
Adicionalmente, para mejorar la resolución desde los 100 nanosegundos de GPS estándar al rango de 1 nanosegundo usado en los laboratorios de metrología, los investigadores de OPERA utilizaron el preciso receptor de tiempo PolaRx2eTR GPS de Septentrio, junto con comprobaciones de consistencia a través de relojes (procedimientos de calibración de tiempo) que permitieron la transferencia de tiempo de visión común. El PolaRx2eTR permitió medir el desfase horario entre un reloj atómico y cada uno de los relojes satelitales del Sistema Mundial de Navegación por Satélite. Para la calibración, el equipo fue llevado al Instituto Suizo de Metrología (METAS). Además, se instalaron relojes de cesio altamente estables tanto en el LNGS como en el CERN para comprobar la sincronización GPS y aumentar su precisión. Después de que OPERA encontrara el resultado superlumínico, la calibración de tiempo fue revisada tanto por un ingeniero del CERN como por el Instituto Alemán de Metrología (PTB). El tiempo de vuelo se midió finalmente con una precisión de 10 nanosegundos. El error final limitado se obtuvo combinando la varianza del error para las partes individuales.

## El análisis
El equipo de OPERA analizó los resultados de diferentes maneras y utilizando diferentes métodos experimentales. Tras el análisis principal inicial publicado en septiembre, en noviembre se hicieron públicos otros tres análisis adicionales. En el análisis principal de noviembre, se volvieron a analizar todos los datos existentes para permitir ajustes para otros factores, como el efecto Sagnac en el que la rotación de la Tierra afecta la distancia recorrida por los neutrinos. Luego, un análisis alternativo adoptó un modelo diferente para la comparación de los neutrinos con su tiempo de creación. El tercer análisis de noviembre se centró en un sistema experimental diferente ('la repetición') que cambió la forma en que se crearon los neutrinos.
En la configuración inicial, cada neutrino detectado se habría producido en algún momento en un rango de 10500 nanosegundos (10,5 microsegundos), ya que ésta era la duración del derramamiento del haz de protones que generaban los neutrinos. No fue posible determinar el tiempo de producción de neutrinos dentro del derrame. Por tanto, en sus principales análisis estadísticos, el grupo OPERA generó un modelo de las formas de onda de protones en el CERN, tomó las diversas formas de onda juntas y trazó la probabilidad de que los neutrinos fueran emitidos en diferentes momentos (la función de densidad de probabilidad global de los tiempos de emisión de neutrinos). Luego compararon esta muestra con una gráfica de los tiempos de llegada de los 15.223 neutrinos detectados. Esta comparación indicó que los neutrinos habían llegado al detector 57,8 nanosegundos más rápido que si hubieran estado viajando a la velocidad de la luz en vacío. Un análisis alternativo en el que cada neutrino detectado se cotejó con la forma de onda del derrame de protones asociado (en lugar de la función de densidad de probabilidad global) dio lugar a un resultado compatible de aproximadamente 54,5 nanosegundos.
El análisis principal de noviembre, que mostró un tiempo de llegada temprana de 57,8 nanosegundos, se realizó a ciegas para evitar sesgos de los observadores, por lo que los que realizaron el análisis podrían ajustar inadvertidamente el resultado hacia los valores esperados. Con este fin, se adoptaron inicialmente valores antiguos e incompletos para distancias y retrasos a partir del año 2006. Con la corrección final aún no conocida, el resultado intermedio esperado era también desconocido. El análisis de los datos de medición en esas condiciones "ciegas" dio como resultado una llegada temprana de neutrinos de 1043,4 nanosegundos. Posteriormente, los datos se volvieron a analizar teniendo en cuenta las fuentes completas y reales de errores. Si el neutrino y la velocidad de la luz fueran iguales, se debería haber obtenido un valor de resta de 1043,4 nanosegundos para la corrección. Sin embargo, el valor real de la resta sólo ascendió a 985,6 nanosegundos, lo que corresponde a un tiempo de llegada 57,8 nanosegundos antes de lo esperado.
Dos aspectos del resultado se sometieron a un escrutinio particular dentro de la comunidad de neutrinos: el sistema de sincronización GPS y el perfil del derrame del haz de protones que generó los neutrinos. La segunda cuestión se abordó en la repetición de noviembre: para este análisis, los científicos de OPERA repitieron la medición sobre la misma línea de referencia utilizando un nuevo haz de protones del CERN que evitó la necesidad de hacer suposiciones sobre los detalles de la producción de neutrinos durante la activación del haz, como la distribución de energía o la tasa de producción. Este rayo proporcionó pulsos de protones de 3 nanosegundos cada uno con intervalos de hasta 524 nanosegundos. Esto significaba que un neutrino detectado podía ser rastreado únicamente a su pulso de 3 nanosegundos, y por lo tanto sus tiempos de viaje inicial y final podían ser notados directamente. De este modo, la velocidad de los neutrinos podía calcularse ahora sin necesidad de recurrir a inferencia estadística.
Aparte de los cuatro análisis mencionados anteriormente -Análisis principal de septiembre, análisis principal de noviembre, análisis alternativo y análisis de repetición- el equipo de OPERA también dividió los datos por energía de neutrino y presentó los resultados para cada conjunto de análisis principales de septiembre y noviembre. El análisis de repetición tuvo demasiados pocos neutrinos como para considerar dividir el set aún más.

## Recepción por parte de la comunidad científica
Después del informe inicial sobre las aparentes velocidades superlumínicas de los neutrinos, la mayoría de los físicos en el campo se mostraron discretamente escépticos respecto a los resultados, pero se prepararon para adoptar un enfoque de esperar y ver. Los expertos experimentales eran conscientes de la complejidad y dificultad de la medición, por lo que un error de medición no reconocido aún era una posibilidad real, a pesar de la atención prestada por el equipo de OPERA. Sin embargo, debido al interés generalizado, varios expertos bien conocidos hicieron comentarios públicos. Los premios Nobel Steven Weinberg, George Smoot III, y Carlo Rubbia, y otros físicos no vinculados con el experimento, incluyendo a Michio Kaku, mostraron escepticismo acerca de la exactitud del experimento con base en que los resultados desafiaban una teoría muy extendida consistente con los resultados de muchas otras pruebas de relatividad especial. Sin embargo, Ereditato, portavoz de OPERA, declaró que nadie tenía una explicación que invalidase los resultados del experimento.
Experimentos previos de velocidad de neutrinos jugaron un papel importante en la acogida del resultado OPERA por la comunidad de físicos. Esos experimentos no detectaron desviaciones estadísticamente significativas de las velocidades de los neutrinos con respecto a la velocidad de la luz. Por ejemplo, el astrónomo real Martin Rees y los físicos teóricos Lawrence Krauss y Stephen Hawking afirmaron que los neutrinos de la explosión de la supernova SN 1987A llegaron casi al mismo tiempo que la luz, indicando que no había una velocidad de neutrinos más rápida que la luz. John Ellis, físico teórico del CERN, creía que era difícil conciliar los resultados de OPERA con las observaciones de la SN 1987A. Las observaciones de esta supernova restringieron la velocidad antineutrina de 10 MeV a menos de 20 partes por billón (ppb) sobre velocidad de luz. Esta fue una de las razones por las que la mayoría de los físicos sospecharon que el equipo de OPERA había cometido un error.
Los físicos vinculados con el experimento se abstuvieron de interpretar el resultado, declarando en su artículo: 

A pesar de la gran importancia de la medición aquí presentada y la solidez del análisis, el impacto potencialmente significativo del resultado motiva la continuación de nuestros estudios para investigar posibles efectos sistemáticos aún desconocidos que podrían explicar la anomalía observada. No intentamos deliberadamente ninguna interpretación teórica o fenomenológica de los resultados.

Los físicos teóricos Gian Giudice, Serguéi Sibiryakov y Alessandro Strumia mostraron que neutrinos superlumínicos implicarían algunas anomalías en las velocidades de los electrones y muones, como resultado de efectos mecánico-cuánticos. Tales anomalías podrían ser ya descartadas de los datos existentes sobre rayos cósmicos, contradiciendo así los resultados de la OPERA. Andrew Cohen y Sheldon Glashow predijeron que los neutrinos superlumínicos emitirían electrones y positrones y perderían energía a través del efecto Cherenkov en el vacío, donde una partícula que viaja más rápido que la luz se descompone continuamente en otras partículas más lentas. Sin embargo, esta pérdida de energía estuvo ausente tanto en el experimento OPERA como en el experimento ICARUS, que utiliza el mismo haz de GNC al igual que OPERA. Esta discrepancia fue observada por Cohen y Glashow para representar "un desafío significativo a la interpretación superlumínica de los datos de OPERA".
Otros artículos científicos sobre la anomalía fueron publicados como preimpresiones de arXiv o en revistas revisadas por pares. Algunos de ellos criticaron el resultado, mientras que otros intentaron encontrar explicaciones teóricas, sustituyendo o extendiendo la relatividad especial y el modelo estándar.

## Discusiones dentro de la colaboración OPERA
En los meses que siguieron al anuncio inicial, surgieron tensiones en la colaboración de OPERA. Un voto de desconfianza entre los más de treinta líderes del grupo fracasó, pero el portavoz Ereditato y el coordinador de física Autiero renunciaron a sus cargos el 30 de marzo de 2012. En su carta de dimisión, Ereditato afirmaba que sus resultados eran "excesivamente sensacionalistas y presentados con una simplicidad poco justificada" y defendía la colaboración, afirmando:"La Colaboración OPERA siempre ha actuado con total rigor científico: tanto cuando anunció los resultados como cuando les proporcionó una explicación".